# Basoko
Koordinaten: 1° 14′ N, 23° 37′ O

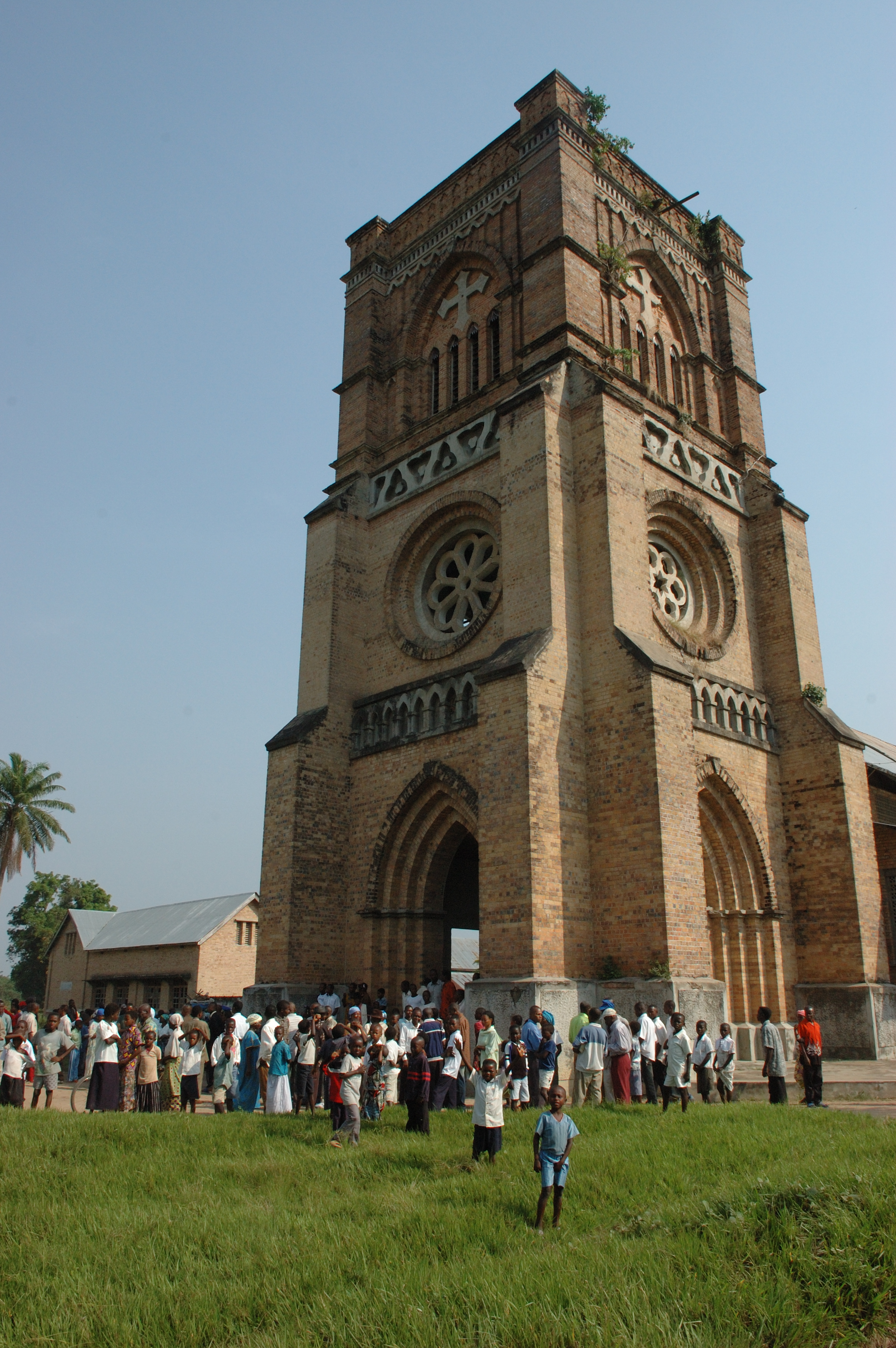
Kirche Notre-Dame, Basoko

Basoko ist eine Stadt am Kongo in der Provinz Tshopo der Demokratischen Republik Kongo. Die Stadt ist Hauptort des Kreises Basoko. Im Jahr 2009 hatte sie eine geschätzte Bevölkerung von 47.970 Einwohnern. 

## Geographie
Die Stadt liegt in sumpfigem Gebiet am rechten Ufer des Flusses Aruwimi, in der Nähe von dessen Mündung in den Kongo, und sie liegt 266 km nordwestlich der Provinz-Hauptstadt Kisangani an der RP405. Eine Straße Richtung Norden führt nach Basayo. Eine Fährverbindung auf das südliche Ufer des Aruwimi verbindet die Stadt mit Bomese. Östlich der Stadt mündet der Lulu in den Aruwimi.

## Geschichte

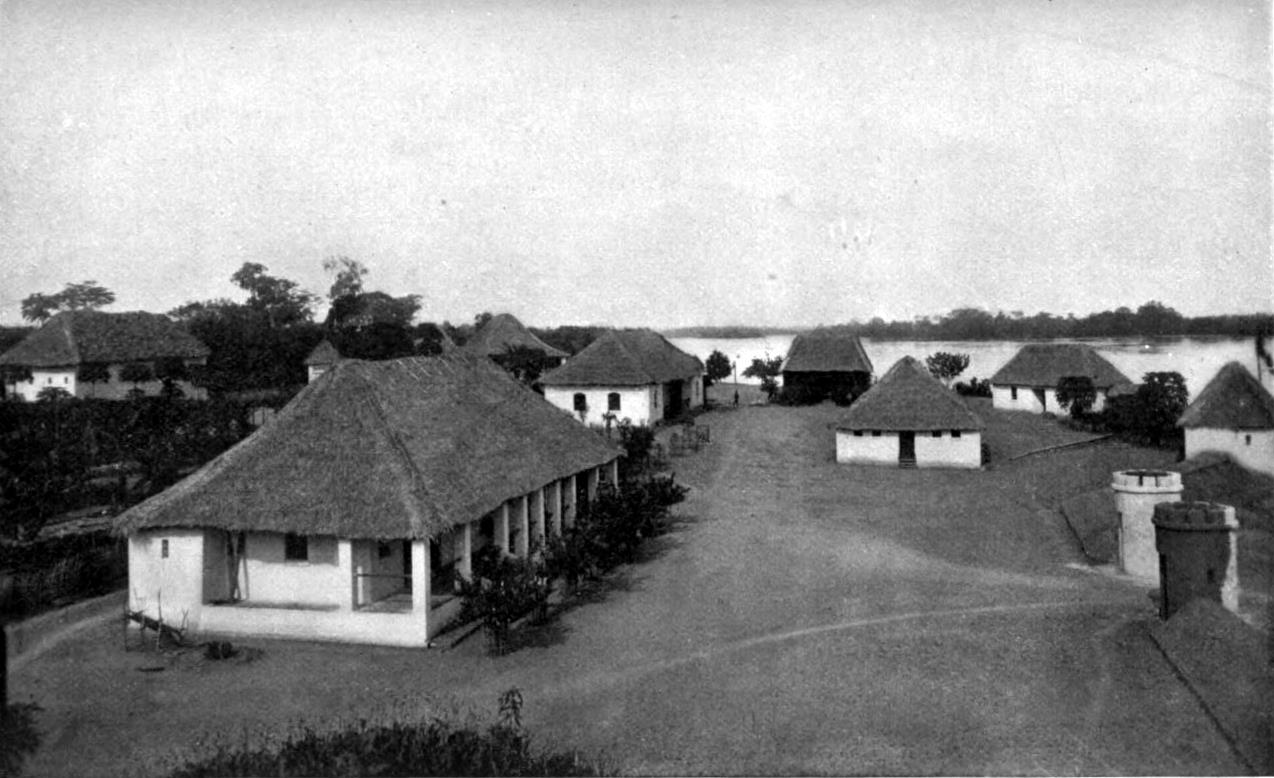
Gründungssiedlung (1893)

Der Ort wurde im Jahr 1889 von dem belgischen Militär und belgischer Kolonialbeamten Francis Dhanis im Auftrag des Freistaats Kongo planmäßig angelegt und war unter anderem eine wichtige Basis für die Expedition unter Leitung von Louis Napoléon Chaltin auf dem Lomami im Frühjahr 1893, im Zuge des Kongolesisch-Arabischen Krieges (campagnes de l’État indépendant du Congo contre les Arabo-Swahilis). 1914 wurde der Ort Hauptort des Distrikts Aruwimi und der Ostprovinz zugeordnet. 1947 wurde der Distrikt dem District du Haut-Congo zugeordnet, der 1988 in die Region Tshopo umgewandelt wurde.

## Verwaltung
Als Hauptort des Wahlbezirks mit 30.243 Wahlberechtigten (Stand 2018) ist der Ort auch Verwaltungszentrum für den ländlichen Wahlbezirk mit ca. 80.000 Wahlberechtigten und hatte 2019 sieben Stadträte.

## Persönlichkeiten
- George Grenfell, Missionar